# Veronika Thurner
Veronika Thurner ist eine deutsche Informatikerin und Professorin für Softwareentwicklung für betriebliche Informationssysteme an der Fakultät für Informatik und Mathematik der Hochschule für angewandte Wissenschaften München.

## Werdegang
Thurner besuchte die Highschool in Fort Wayne und machte 1989 in München ihr Abitur. Anschließend studierte sie Informatik mit Nebenfach Mathematik an der Fakultät für Informatik der Technischen Universität München und schloss dieses Studium 1994 als Diplom-Informatikerin ab. Von November 1994 an war sie als wissenschaftliche Mitarbeiterin am Lehrstuhl von Manfred Broy tätig, im August 2004 wurde sie dort über „formal fundierte Modellierung von Geschäftsprozessen“ zum Dr. rer. nat. promoviert. Ihre Dissertation wurde mit einem mit 5.000 € dotierten Preis der Ernst-Denert-Stiftung für Software-Engineering ausgezeichnet.
Nach einigen Jahren als Senior Consultant im Bereich Application Development Services bei einem Münchner Beratungsunternehmen folgte sie im April 2006 dem Ruf auf eine Professur für Grundlagen der Informatik und für Software Engineering an der Fakultät für Informatik der Fachhochschule Landshut. Im März 2007 wechselte sie an die Hochschule für angewandte Wissenschaften München, wo sie seither Professorin für Softwareentwicklung für betriebliche Informationssysteme an der Fakultät für Informatik und Mathematik ist. Von Oktober 2010 bis September 2016 fungierte sie als Prodekanin der Fakultät. Seit 2016 ist sie Dekanin der Fakultät mit 1.446 Studierenden (Wintersemester 2024/2025).
Thurner zählte neben Manfred Broy, Gerhard Goos, Jutta Eckstein u. a. zu den Erstunterzeichnern der auf der Konferenz für Objektorientiertes Programmieren OOP 2016 vorgestellten „Münchner Erklärung zum Software-Engineering-Standort Deutschland“.

## Engagement (Auswahl)
Seit 2021 ist Thurner Mitglied des Auswahlausschusses der Stiftung Innovation in der Hochschullehre für die Förderlinie „Freiraum“, zur Unterstützung der themenoffenen Erprobung von neuen Ideen bzw. Transfer erprobter Ansätze auf andere Fächer und Hochschulen.
Von 2014 bis 2017 war Thurner Mitglied im Programm- und Organisationskomitee der Workshop-Reihe „Studentische Ausbildung und berufliche Weiterbildung in allgemeinen Schlüsselqualifikationen“ (SagWas) im Rahmen der Jahrestagung der Gesellschaft für Informatik. Seit Mai 2016 ist sie Mitglied des ständigen Organisationskomitees der Konferenz „Software Engineering im Unterricht der Hochschulen“ (SEUH). Des Weiteren war sie wiederholt Mitglied des Programmkomitees diverser nationaler und internationaler Konferenzen, beispielsweise der IEEE EDUCON.
Von 2007 bis 2012 engagierte sich Thurner bei der Studienstiftung des deutschen Volkes als Vertrauensdozentin.

## Preise und Auszeichnungen
Für ihre Leistungen wurde Thurner vielfach geehrt.

### Lehrpreise
- 2023: Ars legendi Fakultätenpreis für exzellente Hochschullehre in den Ingenieurwissenschaften und in der Informatik[8]
- 2023: 1. Preis in der MINTchallenge „Kompetent für nachhaltige Entwicklung“ des Clubs MINT, ausgelobt vom Stifterverband und der Dr. Friedrich-Jungheinrich-Stiftung, gemeinsam mit Markus Friedrich und Benedikt Zönnchen[9]
- 2016: Preis für herausragende Lehre, verliehen durch das Bayerische Staatsministerium für Wissenschaft und Kunst; Projektpreis für die gemeinschaftliche Arbeit mit A. Böttcher, K. Schlierkamp und D. Zehetmeier[10]
- 2014: Preis für herausragende Lehre, verliehen durch das Bayerische Staatsministerium für Wissenschaft und Kunst, Einzelpreis[11]

### Wissenschaftliche Auszeichnungen
Auch für ihre wissenschaftlichen Arbeiten hat Thurner diverse Auszeichnungen erhalten.
- 2024: Best Paper Award der IEEE EDUCON[12]
- 2020: Best Paper Award der IEEE EDUCON[13]
- 2018: Best Paper Award der IGIP ICL, „Talking about Teaching“[7]
- 2018: Best Paper Award der IEEE EDUCON[14]
- 2015: Best Paper Award der HEAd[15]
- 2014: Best Paper Award der IEEE EDUCON[16]
- 2004: Dissertationspreis der Ernst-Denert-Stiftung für Software-Engineering[1]

### Sonstige Auszeichnungen
- 2017: Preis für herausragendes Management von Karriere und Familie, ausgelobt von Zonta[17]

## Publikationen (Auswahl)

### Beiträge in Konferenzbänden und Zeitschriften
- Daniela Zehetmeier, Axel Böttcher, Anne Brüggemann-Klein, Veronika Thurner: Development of a Classification Scheme for Errors Observed in the Process of Computer Programming Education. In: J. Domenech, J. Lloriet, M.C. Vincent-Vela, E. de la Poza, E. Zuriaga (Hrsg.): Advances in Higher Education. Valencia, 2016, S. 127–147. ISBN 978-84-9048-496-8
- Veronika Thurner, Axel Böttcher: Scrum erfahren mittels Scrum-Cooking. In: Matthias Horbach (Hrsg.): Informatik 2013 – Informatik angepasst an Mensch, Organisation und Umwelt. Vol. P-220, S. 238–239, Koblenz, September 2013, ISBN 978-3-88579-614-5.
- Veronika Thurner, Axel Böttcher: Beispielorientiertes Lernen im Software Engineering – Knowhow für Software-Projekte ganzheitlich vermitteln. In: ESE2010: Embedded Software Engineering Kongress. S. 591–595, Sindelfingen, Dezember 2010, ISBN 978-3-8343-2404-7.
- Veronika Thurner: Aktivierende Lehre im Software Engineering durch Gruppenpuzzle und Lernen durch Lehren – Ein Erfahrungsbericht. In: ESE2009: Embedded Software Engineering Kongress, S. 617–622, Sindelfingen, Dezember 2009, ISBN 978-3-8343-2402-3.
- Manfred Broy, Herbert Ehler, Barbara Paech, Veronika Thurner: Innovation durch Kooperation im Software Engineering. In: Matthias Jarke, Klaus Pasedach, Klaus Pohl: Informatik als Innovationsmotor. Springer 1997. S. 503ff ISBN 978-3-642-60831-5 (eingeschränkte Vorschau)

### Monographien
- Stefan Schäffer, Walter Schilder, Dina Winkler, Veronika Thurner, Michael Müller, Joachim Gucker, Dietmar Rager: Webanwendungen mit IBM Rational und IBM WebSphere V6 : Effizient entwickeln mit J2EE 1.4, JSF und SDO Addison-Wesley 2005, ISBN 978-3-8273-2230-2 (eingeschränkte Vorschau)
- Veronika Thurner: Formal fundierte Modellierung von Geschäftsprozessen. (Dissertation) Logos Verlag 2004, ISBN 978-3-8325-0683-4
- Stefan Schäffer, Walter Schilder, Klaus Baumgartner, Joachim Gucker, Michael Müller, J.-J. Schulz, Matthias Schuster, Veronika Thurner: Enterprise Java mit IBM WebSphere -- J2EE-Applikationen effizient entwickeln. Addison-Wesley 2002, ISBN 3-8273-1898-X.
- Manfred Broy, Herbert Ehler, Barbara Paech, Bernhard Rumpe, Veronika Thurner: Software Engineering: Schlüssel zu Prozessbeherrschung und Informationsmanagement. TCW Transfer Centrum, München 2000, ISBN 978-3-931511-52-4